# Вічині
Вічині́ — село в Україні, у Луцькому районі Волинської області. Входить до складу Доросинівської сільської громади. Населення становить 475 осіб.

## Історія

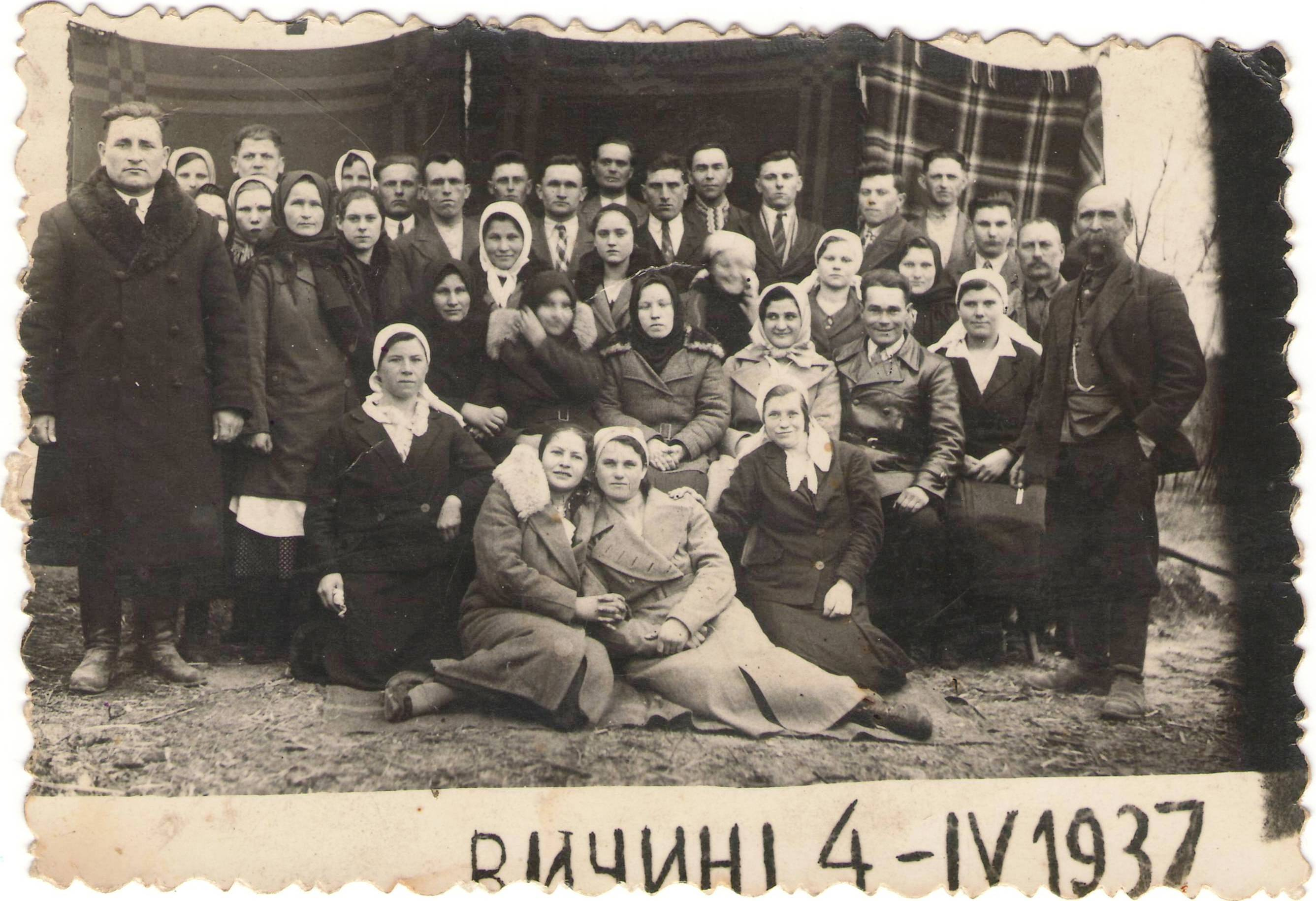
Члени Богушівсько-Вічинської общини євангельських християн із села Вічині. 1937 рік.

Згідно з дослідженнями, зробленими Миколою Вавренчуком, село Вічині було засноване в 1510 році.
У 1906 році село Щуринської волості Луцького повіту Волинської губернії. Відстань від повітового міста 48 верст, від волості 8. Дворів 94, мешканців 691.
В 1928 році на місці старої церкви, було споруджено нову дерев'яну Свято-Преображенську церкву, яка вистояла атеїстичну навалу, і нині належить ПЦУ.
31 серпня 1929 року, рішенням Волинського Воєводи за № 4389/2/Адм, була зареєстрована Богушівсько-Вічинська община євангельських християн, яку до 1943 року очолював відомий на Волині проповідник Стефан Бохонюк. Молитовні зібрання проходили в помешканні Василя Гавриловича Кучинського.
До 2019 року — адміністративний центр Вічинівської сільської ради Рожищенського району Волинської області.

## Населення
Згідно з переписом УРСР 1989 року чисельність наявного населення села становила 503 особи, з яких 236 чоловіків та 267 жінок.
За переписом населення України 2001 року в селі мешкали 472 особи.

### Мова
Розподіл населення за рідною мовою за даними перепису 2001 року:
| Мова       | Відсоток |
| ---------- | -------- |
| українська | 98,95 %  |
| російська  | 1,05 %   |